# Дискретна топологија
Дискретна топологија је топологија која се састоји од произвољног скупа X и колекције {\displaystyle \tau }= P(X), која представља цео партитивни скуп од X.